# Palacio Bonde

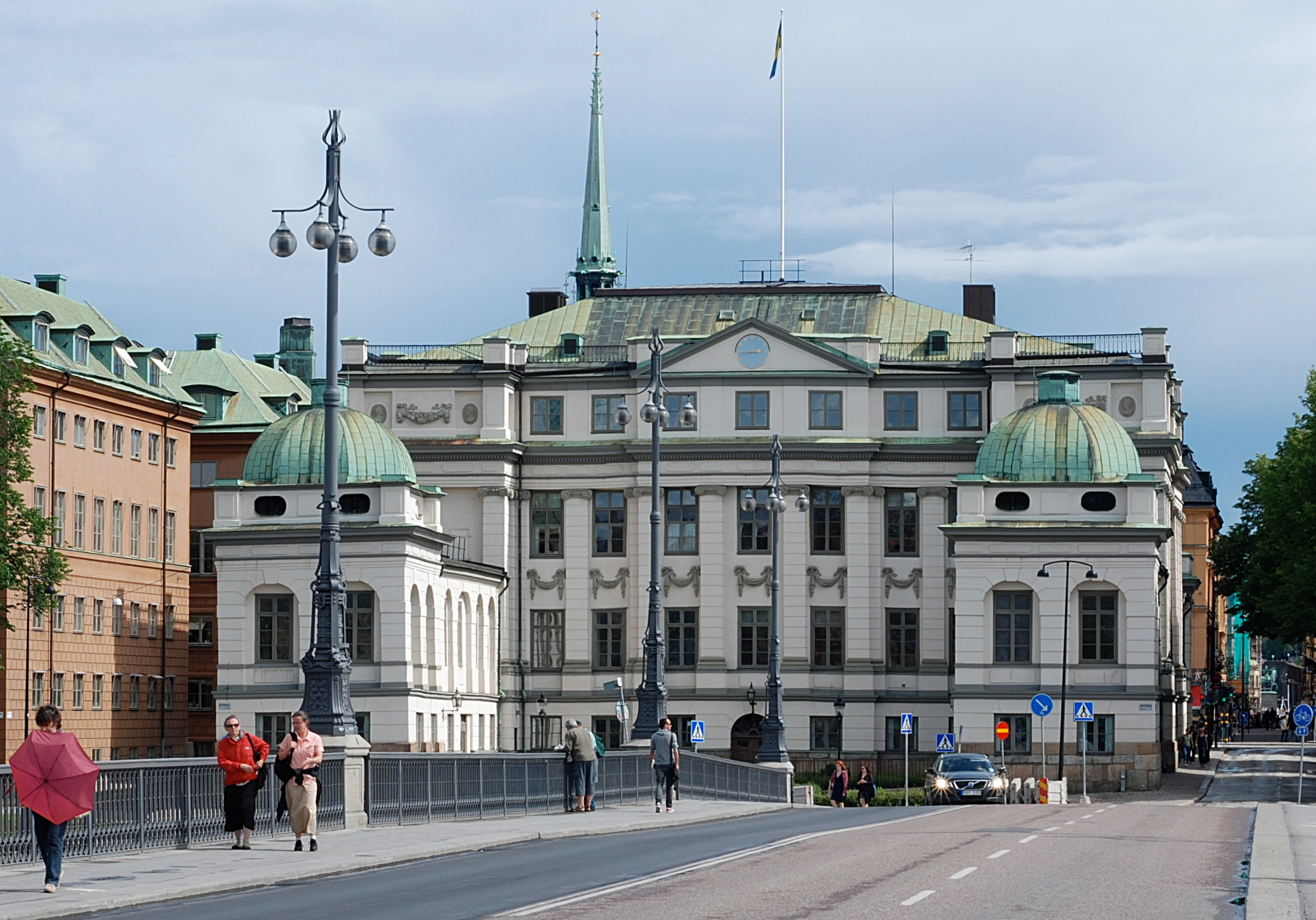
El Palacio Bonde, situado junto a la Casa de la Nobleza, es la sede actual del Tribunal Supremo de Suecia.

El Palacio Bonde (en sueco: Bondeska palatset) es un palacio situado en Gamla stan, el centro histórico de Estocolmo, Suecia. Situado entre la Casa de la Nobleza (Riddarhuset) y la Cancillería (Kanslihuset), es probablemente el monumento más importante de la época del Imperio sueco (1611-1718). Fue diseñado originalmente por Nicodemus Tessin el Viejo y Jean De la Vallée entre 1662 y 1667 para ser la residencia privada del Alto Tesorero Gustaf Bonde (1620-1667) y todavía lleva su nombre. Desde el siglo XVIII alojó el Palacio de Justicia de Estocolmo y desde 1949 alberga el Tribunal Supremo de Suecia. En el lado sur del edificio están la calle Myntgatan y la plaza Riddarhustorget, mientras que al oeste y al este pasan los callejones Riddarhusgränd y Rådhusgränd, respectivamente.

## Historia

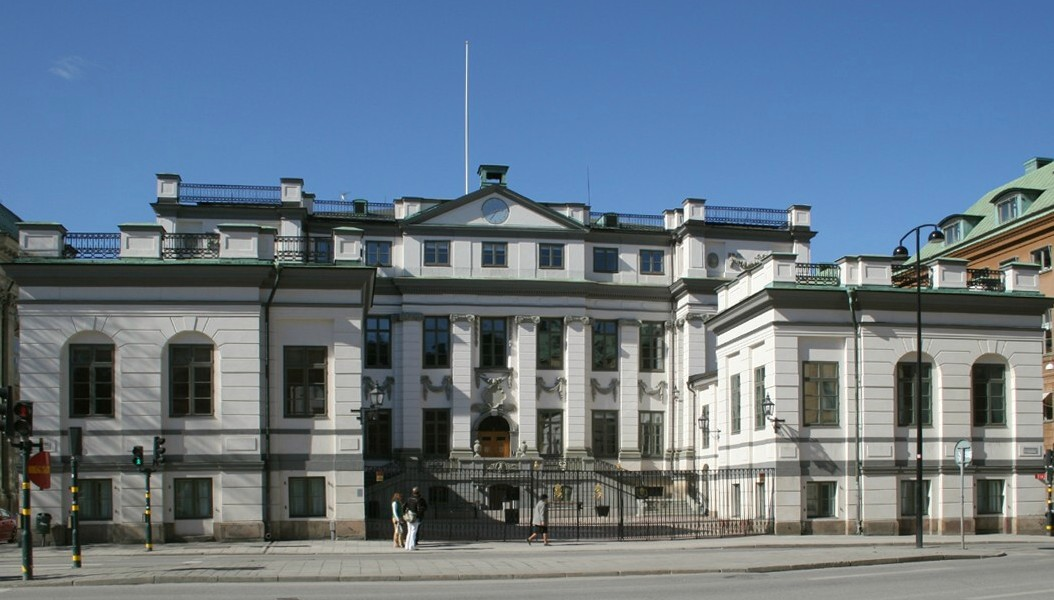
El lado sur del palacio en febrero de 2007.

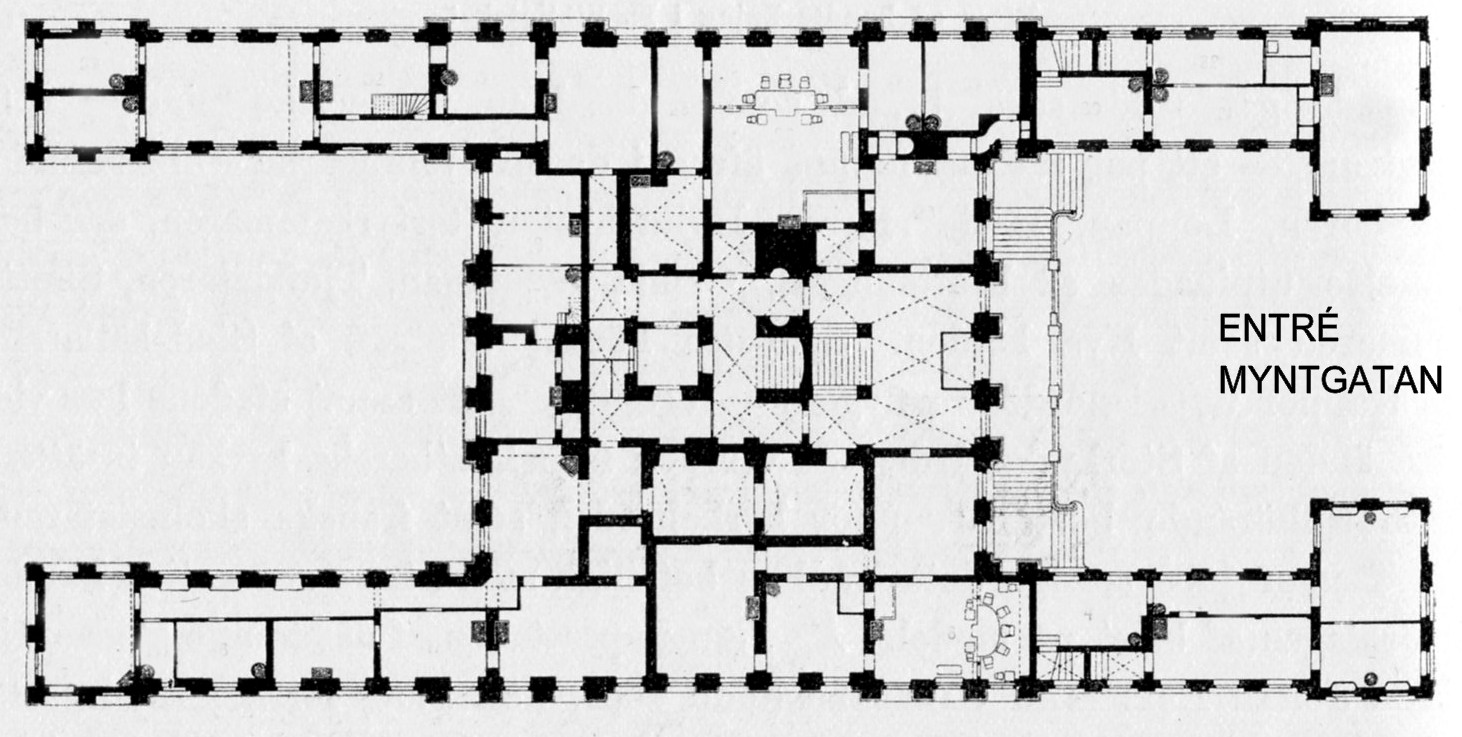
Planta del palacio en 1897

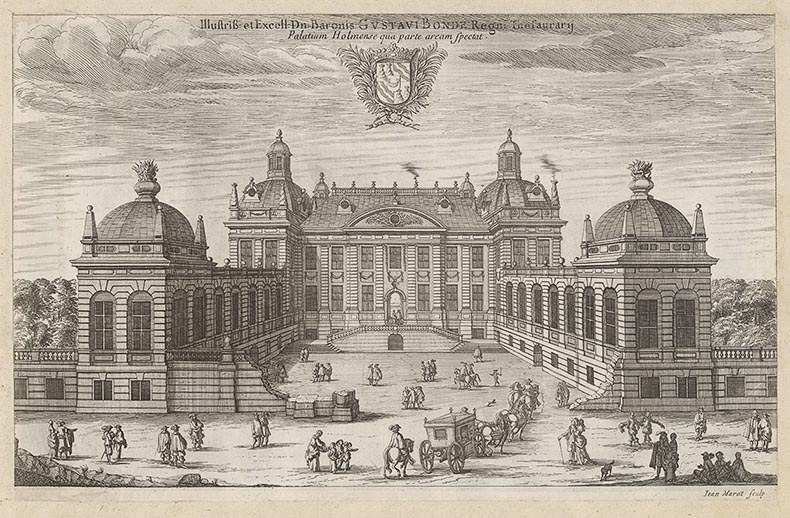
El palacio Bonde en 1668, perspectiva hacia el norte con el aspecto anterior al incendio de 1710. De Suecia antiqua et hodierna.

El diseño original de Simón de la Vallée y Nicodemus Tessin el Viejo se basaba en prototipos barrocos y renacentistas franceses, y tenía una planta con forma de H: las dos alas al sur rodeaban el patio principal, mientras que las dos alas al norte rodeaban un pequeño jardín barroco. El cuerpo central tenía una cubierta muy inclinada de cobre rodeada por las cúpulas de los pabellones de las esquinas, mientras que las fachadas estaban decoradas con pilastras jónicas, festones y retratos de los emperadores romanos. La reducción de 1680 (en la que la Corona recuperó tierras concedidas previamente a la nobleza) redujo espectacularmente el poder financiero de la dinastía Bonde, y por lo tanto, tras el devastador incendio del palacio real Tre Kronor en 1697, la Biblioteca Nacional y el Tribunal de Apelaciones Svea se alojaron en el Palacio Bonde. La elaborada cubierta original se destruyó en un incendio en 1710; las cúpulas originales, sin embargo, todavía se conservan en las alas norte. En 1730, el palacio fue comprado finalmente por la ciudad para trasladar a él el Ayuntamiento desde la céntrica plaza Stortorget, terminando así definitivamente la historia del edificio como palacio privado.

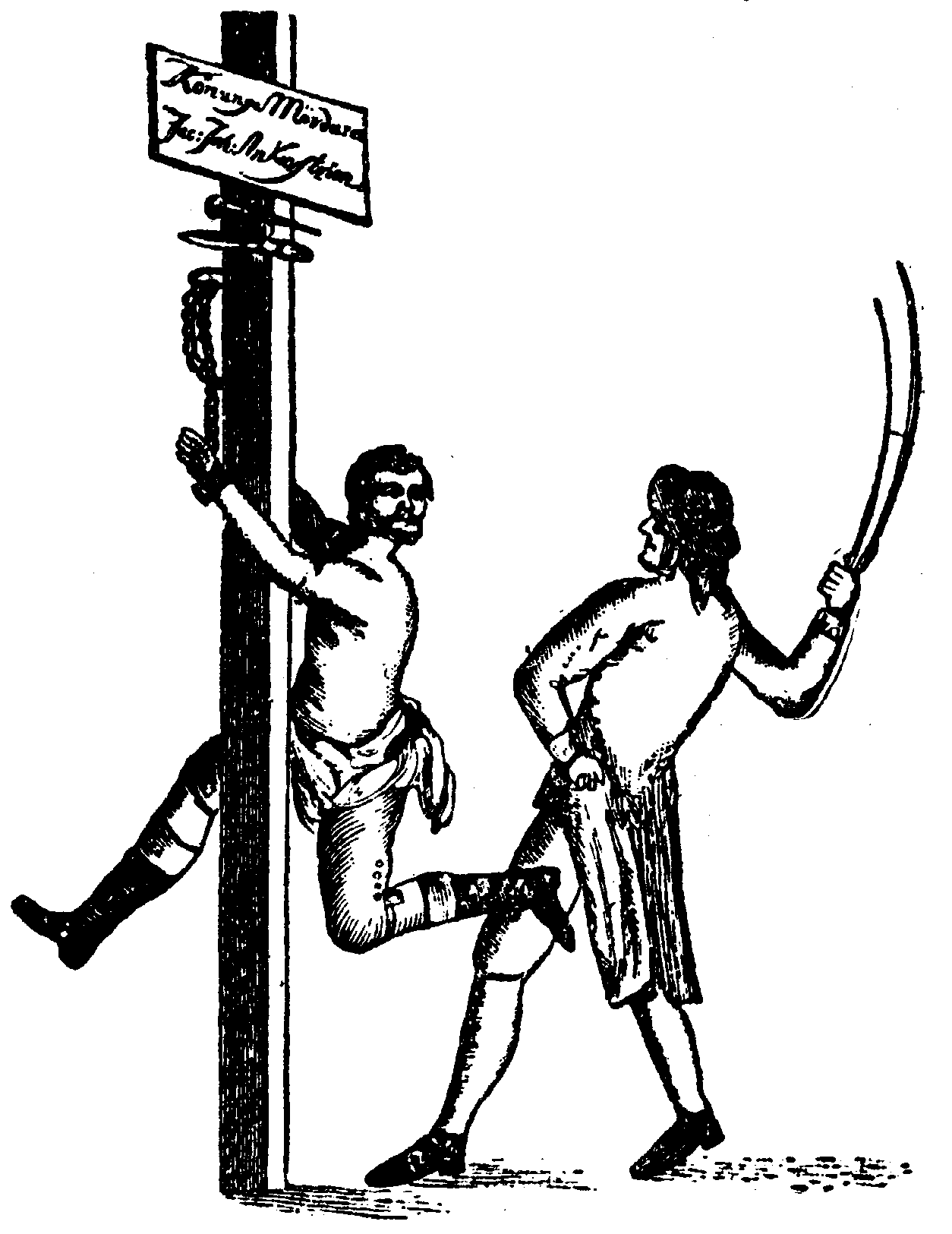
La flagelación de Anckarström frente al palacio en 1792.

La reconstrucción después de otro incendio en 1753 produjo gran parte de la forma actual del edificio. El diseño de Johan Eberhard Carlberg resultó en la construcción de las alas sur según los planes originales, la adición de una nueva planta y una nueva cubierta a cuatro aguas; el interior actual todavía refleja el gusto de mediados del siglo XVIII. Como Ayuntamiento, el palacio comenzó su papel central en la historia sueca presenciando varios sucesos históricos, como la flagelación pública del regicida Jacob Johan Anckarström el 27 de abril de 1792, y la paliza propinada por la multitud al estadista Hans Axel de Fersen en 1810 hasta causar su muerte.
Tras la construcción del puente Vasabron, que extiende el callejón Riddarhusgränd que discurre entre el Palacio Bonde y la Casa de la Nobleza, en la década de 1870, se hicieron propuestas para adaptar la anchura del estrecho callejón a la del nuevo puente, proyectos que sugerían la demolición del palacio. Sin embargo, estos proyectos nunca fueron realizados, y se hizo que uno de los carriles del puente rodee el palacio, que se ha conservado intacto. Durante el siglo XIX, el edificio no pudo dar cabida al tribunal, y cuando se construyó un nuevo palacio de justicia en Kungsholmen en 1915, el palacio pasó a alojar varias oficinas municipales en su lugar. La decadencia gradual que siguió resultó en una segunda propuesta de demolición en 1920. Sin embargo, el edificio fue restaurado en 1925 usando el color blanco original de las fachadas.
En 1948, el edificio fue transferido de la ciudad al estado. Una concienzuda restauración dirigida por el arquitecto Ivar Tengbom, que incluía reforzar los cimientos, sustituir las ventanas y usar los patios interiores para instalaciones, transformó el edificio en decadencia a su actual forma clásica; los interiores, remodelados por Carl Malmsten, sin embargo, hacen que el interior connote la década de 1940. Las restauraciones posteriores en 1986 y 2003–2004 se han centrado cuidadosamente en el origen del edificio de los siglos XVII y XVIII usando materiales y productos artesanales originales en la medida de lo posible, al mismo tiempo que se adaptaron las oficinas del Tribunal Supremo a las exigencias modernas de accesibilidad y seguridad. Actualmente el edificio está clasificado como monumento histórico de interés nacional administrado y conservado por el Consejo Nacional de Propiedad de Suecia (Statens Fastighetsverk).